# GTバイシクルズ

Logo

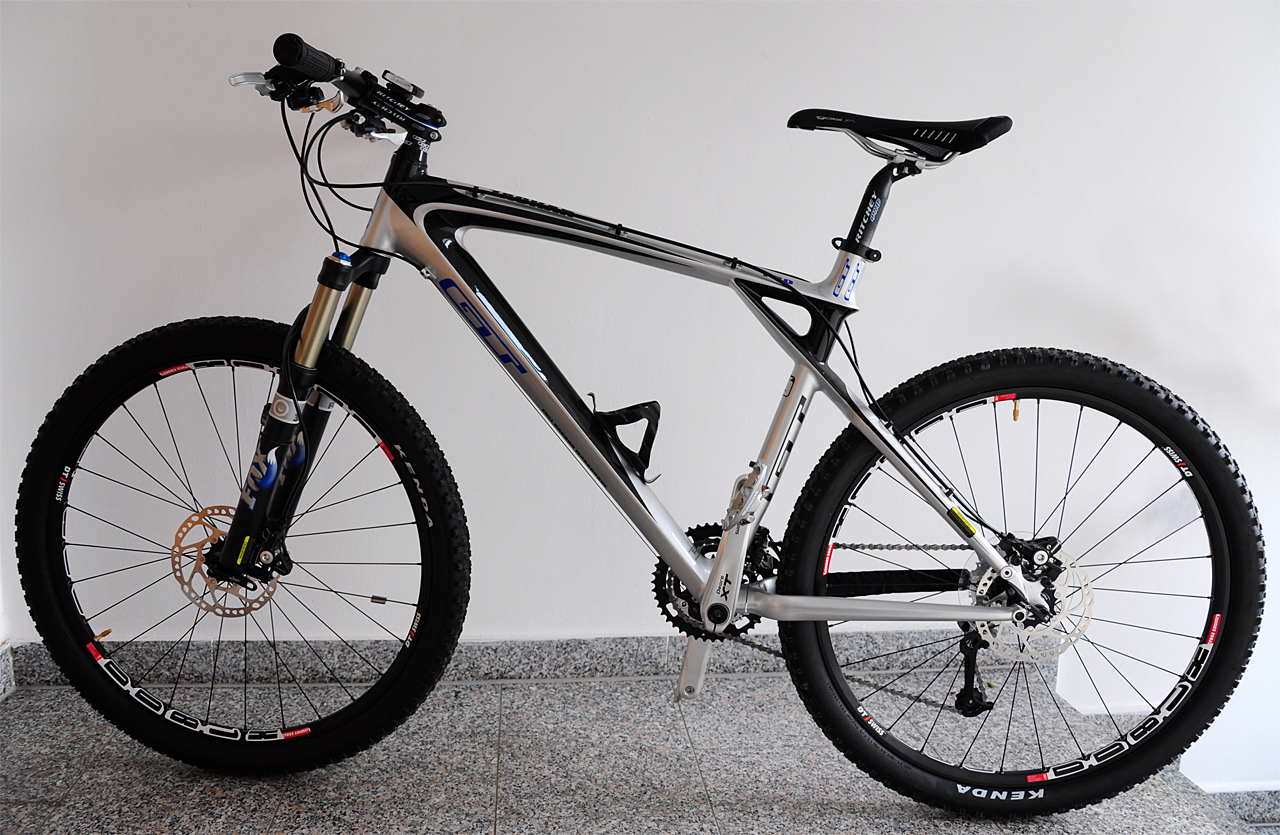
2008 Zaskar Pro Carbon

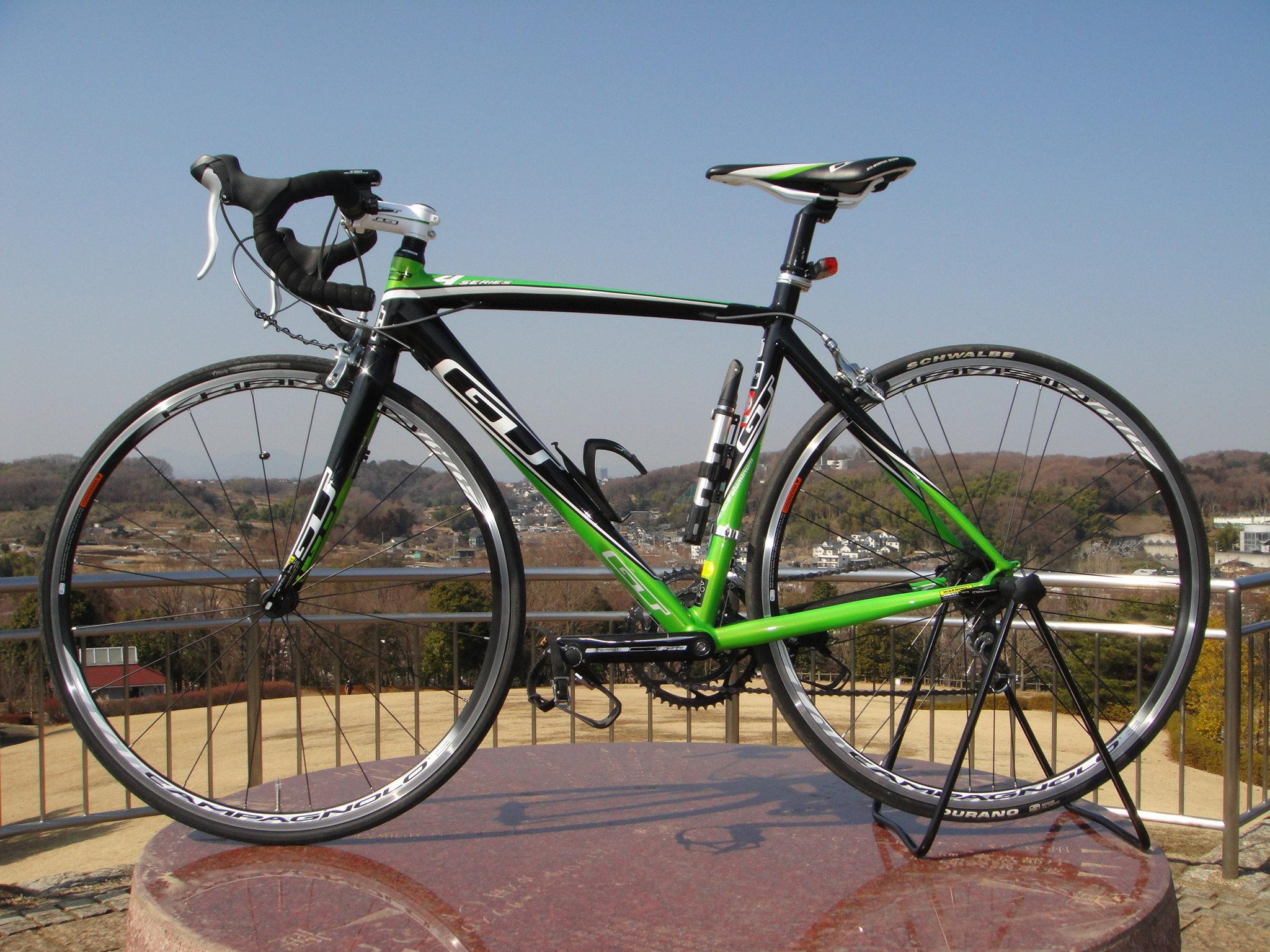
2011 GTR Series4

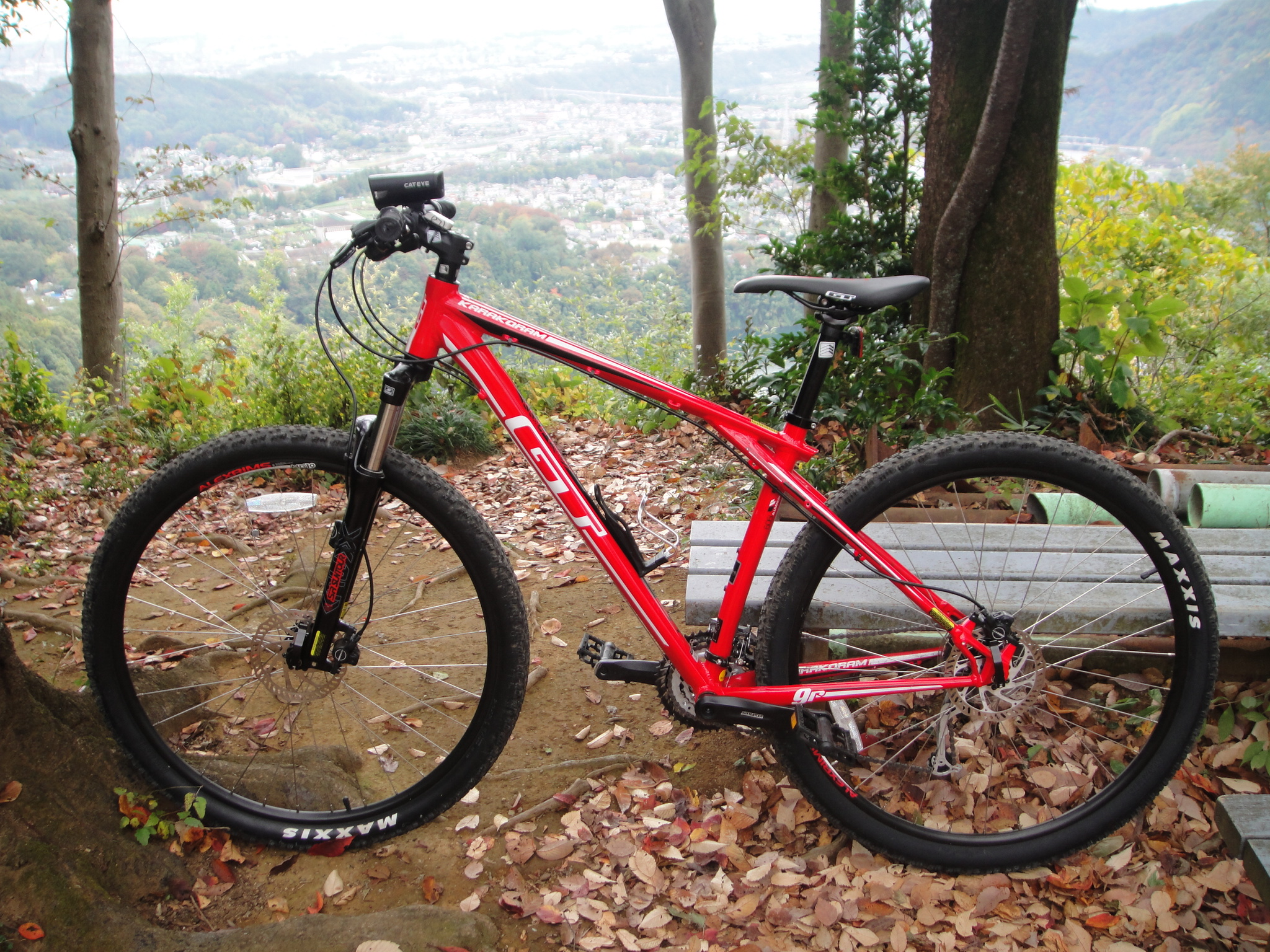
2013 KARAKORAM3.0

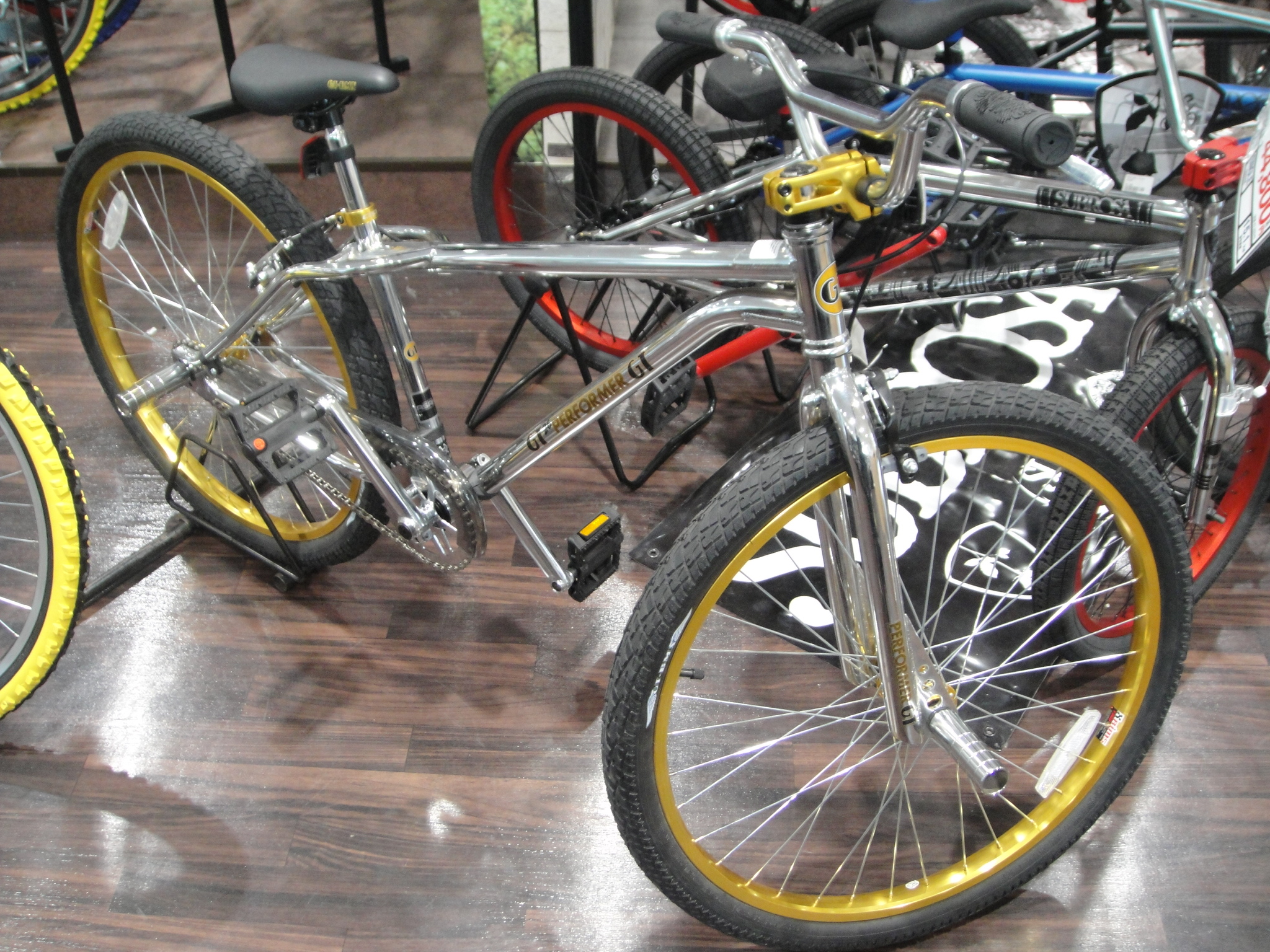
2012 PERFORMER 26

GTバイシクルズ（GT Bicycles ）は、マウンテンバイク、BMX、ロードバイクなどの自転車ブランド。もとは1970年代にアメリカ合衆国のカリフォルニア州で設立されたメーカーである。GTとは創立者ゲーリー・ターナーのイニシャルである。コーポレートカラーは青と黄色。

## 沿革
GTの生みの親であるゲーリー・ターナーは、高度な溶接技術が要されるトランペットなどの修理をする傍ら、高強度のクロモリ鋼を溶接しドラッグレーサーカーを制作、プロのドライバーとしても活躍していた。
1973年に得意の溶接技術で息子のBMXを制作すると、他の子供達からの制作要望が殺到、その噂が一気に広まった。
そして後の共同経営者となるバイクショップを経営していたリチャード・ロングが多くの客からその噂を聞き、ゲーリーに自らの店でのBMXの制作、販売を持ちかけ、ゲーリーは同意した。
1979年、カリフォルニア州サンタアナで工房を構え、ゲーリー・ターナーのイニシャルをとったGT bicyclesブランドを設立し、世界へ向けての販売が開始された。BMX人口の増加とともに、GTブランドは世界的BMXレースのスポンサーになるまでに成長した。
1980年よりフレームを次々と開発し、PERFORMERというバイクはフリースタイルという新しいBMXジャンルを作り上げた。この頃にさらに高性能なフレームの開発、生産を行う為にカリフォルニア州ハンティントンビーチに本社機能から生産、物流を備えたビルを構え、株式会社化。1985年にはボブ・モラレスが創設したBMXブランド「DYNO」も傘下に収め、BMXで世界のGTへと飛躍を遂げる。80年代の後半になると、マウンテンバイクの開発に着手。現在のGTブランドにも見られるトリプルトライアングルフレームを開発した。
1991年アメリカで最初のアルミ素材を使用したMTBを制作、その他チタンフレームなどの当時の最先端素材をMTBの世界にもたらした。
90年代にはキャノンデールと熾烈な販売合戦を繰り広げ、アメリカのスポーツ自転車メーカーの「ビッグ・フォー」の一角を占めるに至り1995年に株式上場も果たすが、1997年にリチャード・ロングの交通事故死をきっかけに経営が悪化し迷走する。　1998年に倒産しライバルであるシュウィンに吸収され『シュウィン／GT』となるが2001年にはそのシュウィン社も倒産。パシフィック・サイクルが同社を買収するも、同社は外注によるコストダウンを推し進めていたため、カリフォルニア州フットヒルのGT工場、コロラド州ボルダーのシュウィン工場ともども閉鎖・売却され従業員は全員解雇された。全盛時には2000人を抱えていたスタッフは四散してしまい、メーカーとしてのGTはここで実質的に消滅した。
その後、ブランドそのものも消滅の危機に陥いるも2002年にリチャード・ロングの片腕と言われたボブ・イットリートがGTブランドの復興のために動き出し、わずか3人でパシフィックサイクル社内でGT事業を再開、2003年モデルから販売を再開して一定の成功を収める。
2004年にカナダの育児用品会社であるドレル・インダストリー社がパシフィックサイクルを買収すると、GT事業部はアメリカ国内では大型量販店には供給せず、自転車専門店のみでの販売をする方向を打ち出し、かつてのブランドイメージを取り戻す方向へ進んだ。
ドレル・インダストリー社が2008年にキャノンデールを買収すると、GT事業はキャノンデール・スポーツグループ（CSG）に移管、キャノンデール・スポーツグループは2009年にサイクリング・スポーツグループと名を変え現在に至っている。
現在サイクリング・スポーツグループの傘下にはGT、キャノンデールのほかアイアンホース、シュウィン、マングース等のブランドがある。
2007年、最先端のカーボン素材を活用したロードバイク、ダウンヒルMTB、クロスカントリーMTBなどのフレームを開発。新型DH-iはダウンヒルMTBとして強高度でありながら最軽量であるとして注目を集め、2008年にはハイドロフォーミング製法により強高度なアルミフレームを製造。
北京オリンピックで、ジル・キントナー選手、マイク・デイ(en)選手がアメリカナショナルチームとして参戦。
2009年、量産モデルとして世界初のダウンヒル専用のフルカーボンフレームを完成させ、そのMTBでミック・ハナー選手がワールドカップに出場、表彰台に立った。

## 特色

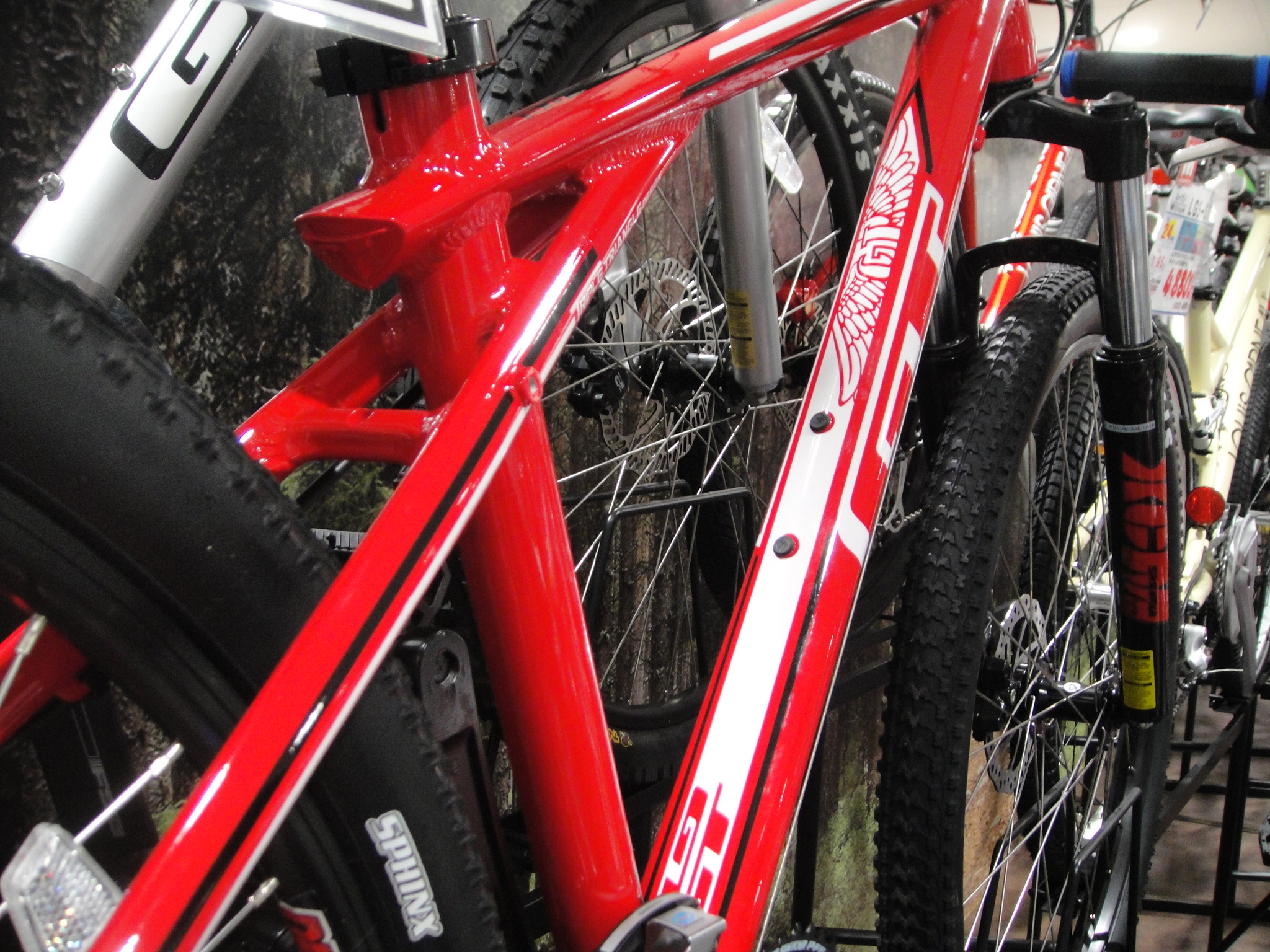
トリプルトライアングルフレーム

GTのリジットフレームでは、トリプルトライアングルフレーム（クロスドシートステイ）という独特なフレーム形状を採用している。このトリプルトライアングルフレームは、シートステイがトップチューブまで延長されて一本につき2カ所で溶接されているのが特徴。一般的に、剛性の高さと乗り心地のよさを両立できる反面、重量的には不利であるとされる。
2020年モデルのリジットフレームでは、シートステイから、シートチューブへの溶接を行わず、トップチューブのみへの溶接となった、フローティングステー・トリプルトライアングルが導入されている。細く丸くしたシートステイのしなりを生かせる（従来3mm→5mmへ）ようダウンチューブを太くした結果、より耐久性が高いフレームとなった。
サスペンションフレームの開発にも積極的で、RTS（ロッカーチューンドサスペンション）、LTS（リンクスチューンドサスペンション）、I-Drive等革新的かつ高性能なフレームを開発している。特に1992年に発表されたRTSは当時としては完成度が非常に高く、ダウンヒル、クロスカントリーの両方に対応できるMTBとして大きな影響を与えた。1993年には日本代表の鍋島健一選手が、ダウンヒル、クロスカントリー、スラロームのすべてをRTS1台で走り抜いている。

## 活動

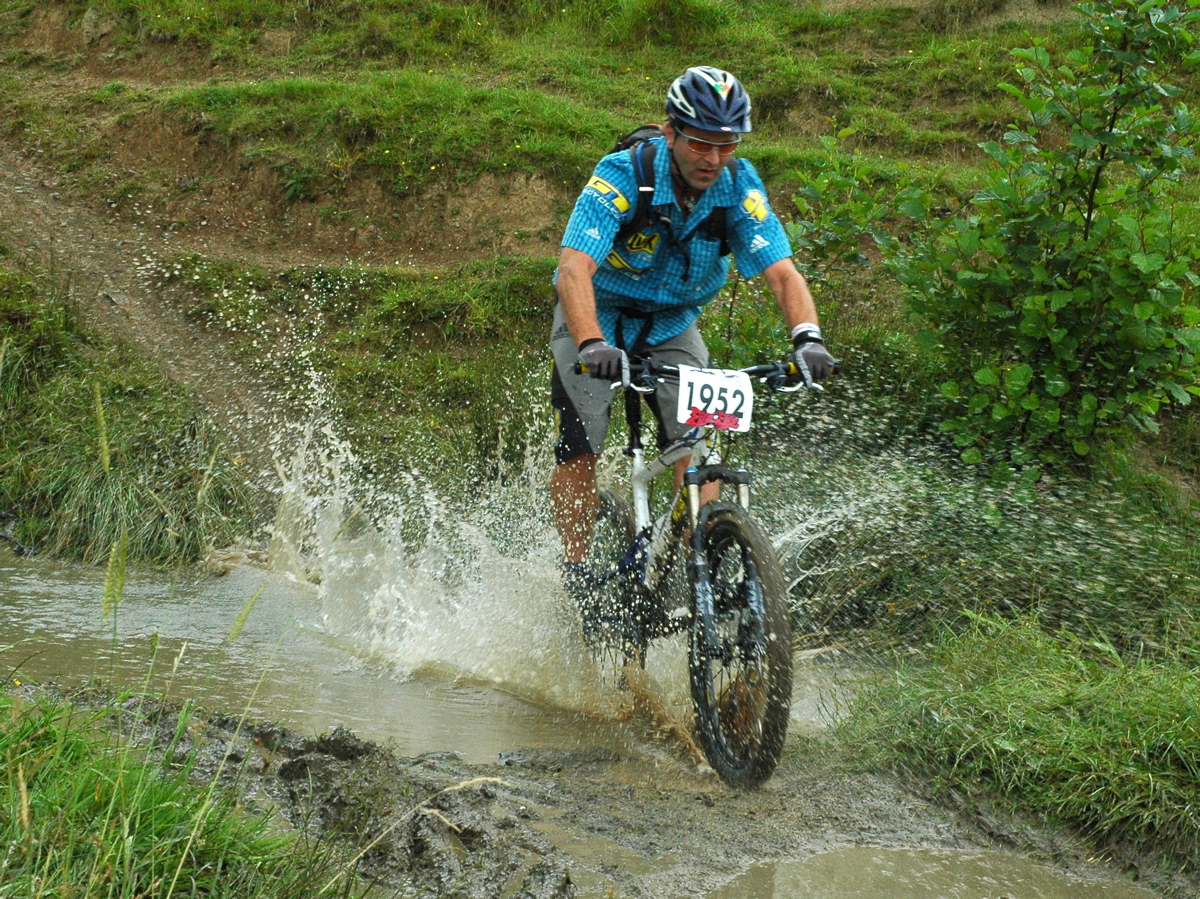
ハンス・レイ

レーススポンサードも積極的に行い、全盛期のGTチームにはリッシー・グレウォール（クロスカントリー）、ゲルハルト・ツァドロビレク（クロスカントリー）、ハンス・レイ(en)（バイクトライアル）、ジュリアナ・フルタド（女子クロスカントリー、ダウンヒル）等、数多くの名選手が所属した。
アトランタオリンピックを期にトラックレーサーの供給を開始。空気抵抗を減らす大胆な形状で衝撃を与えた。
2000年にはベルギーのプロチーム「ロット・アデコ」にロードレーサー「ZR1000」を供給、ツール・ド・フランスにも参戦した。
翌2001年には同チームのリック・フェルブルッヘ(fr)選手がジロ・デ・イタリアのプロローグで過去最高速度記録（58.874 km/h）を達成している。
日本におけるプロモーション活動は当初は東京サンエスと出来鉄工所が行っていたが、現在はフェルトと同じ、ライトウェイプロダクツジャパンが輸入総合代理商社である。

## ファイル

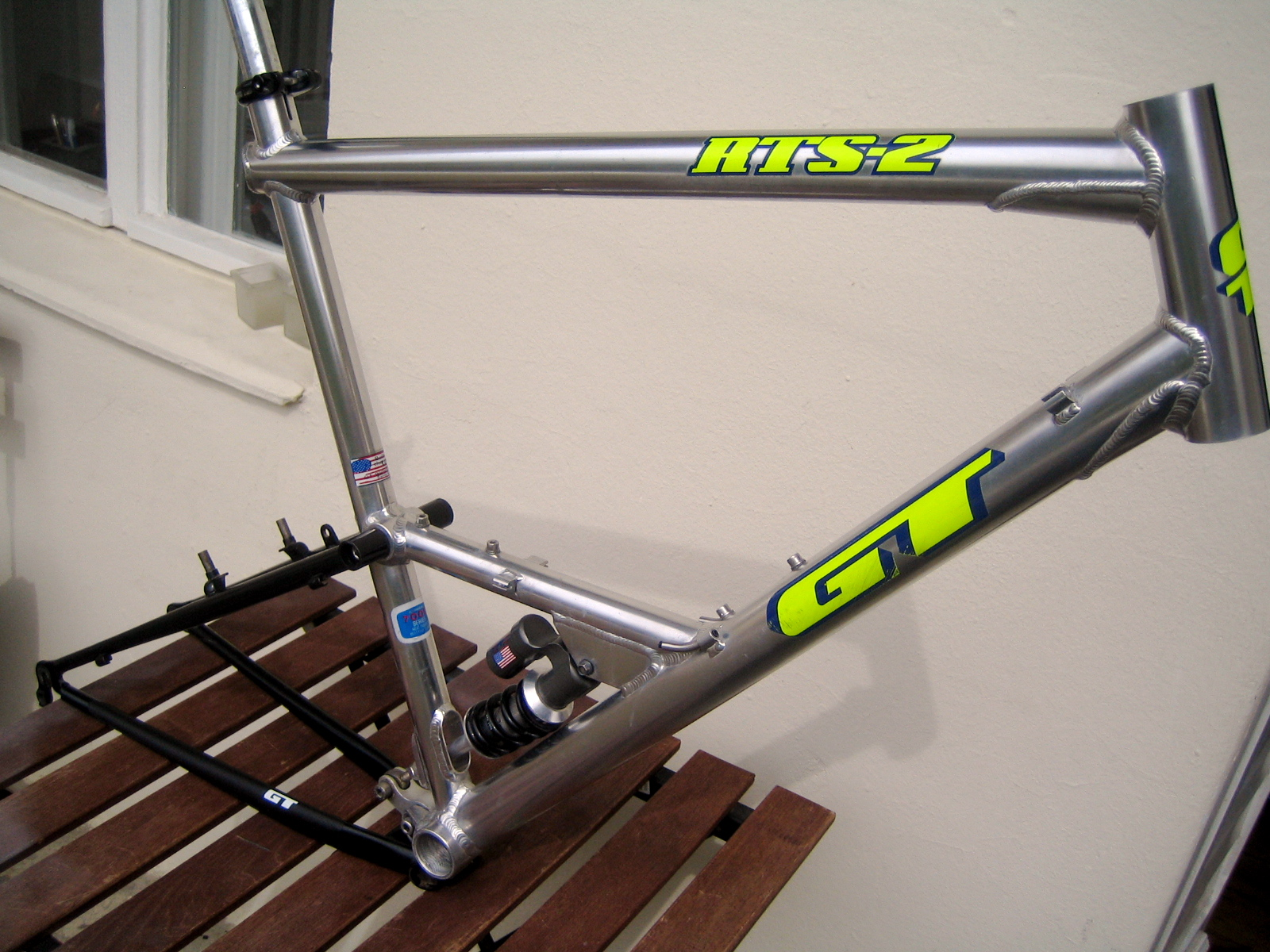
1994 RTS-2 Fully
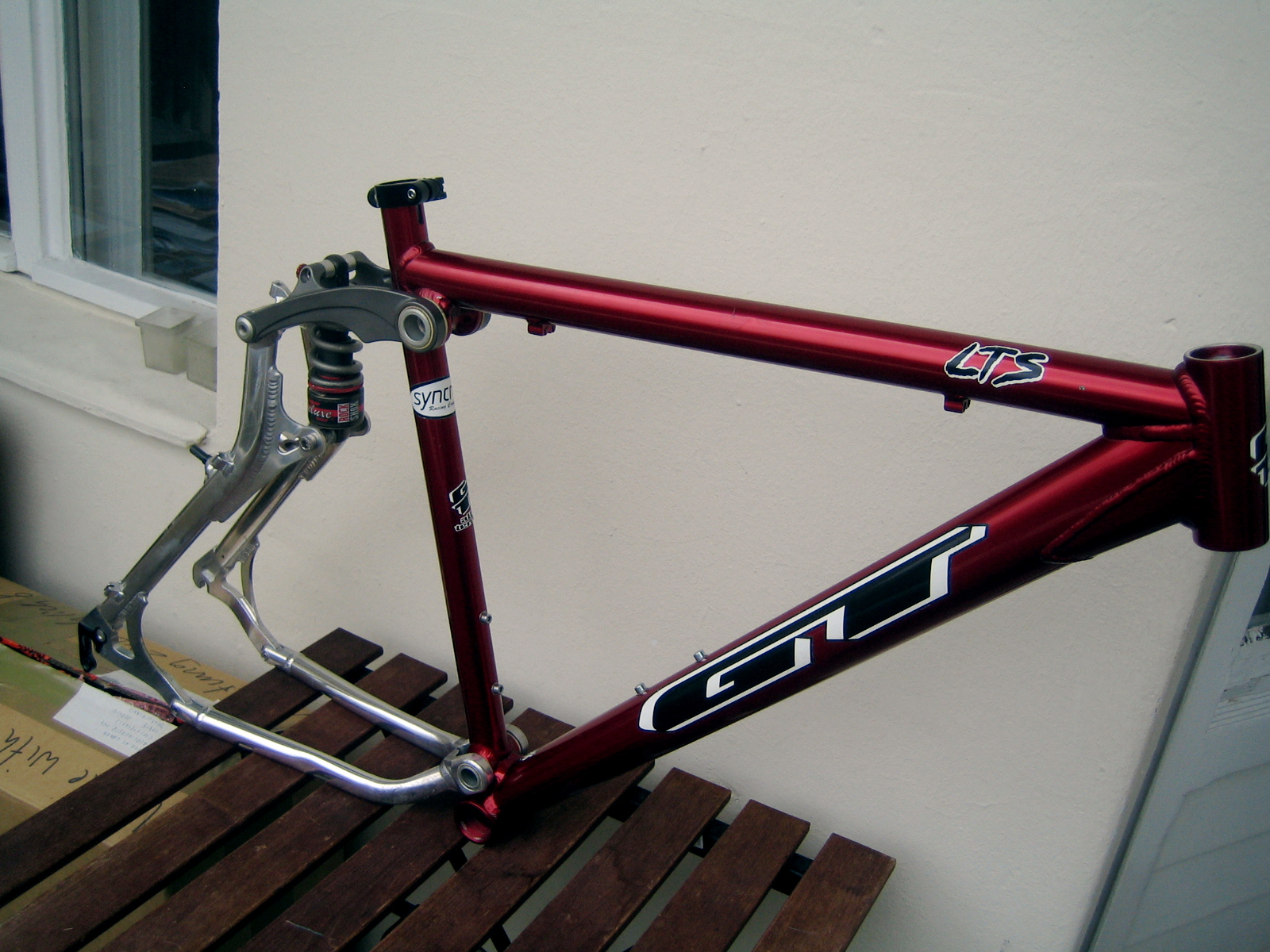
1996 LTS
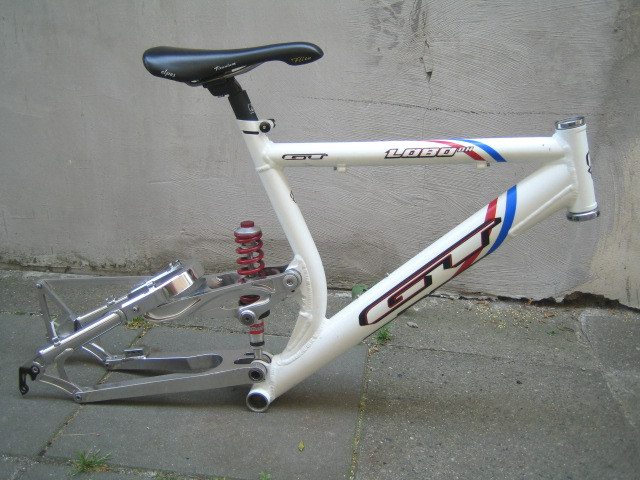
2000 Lobo DH
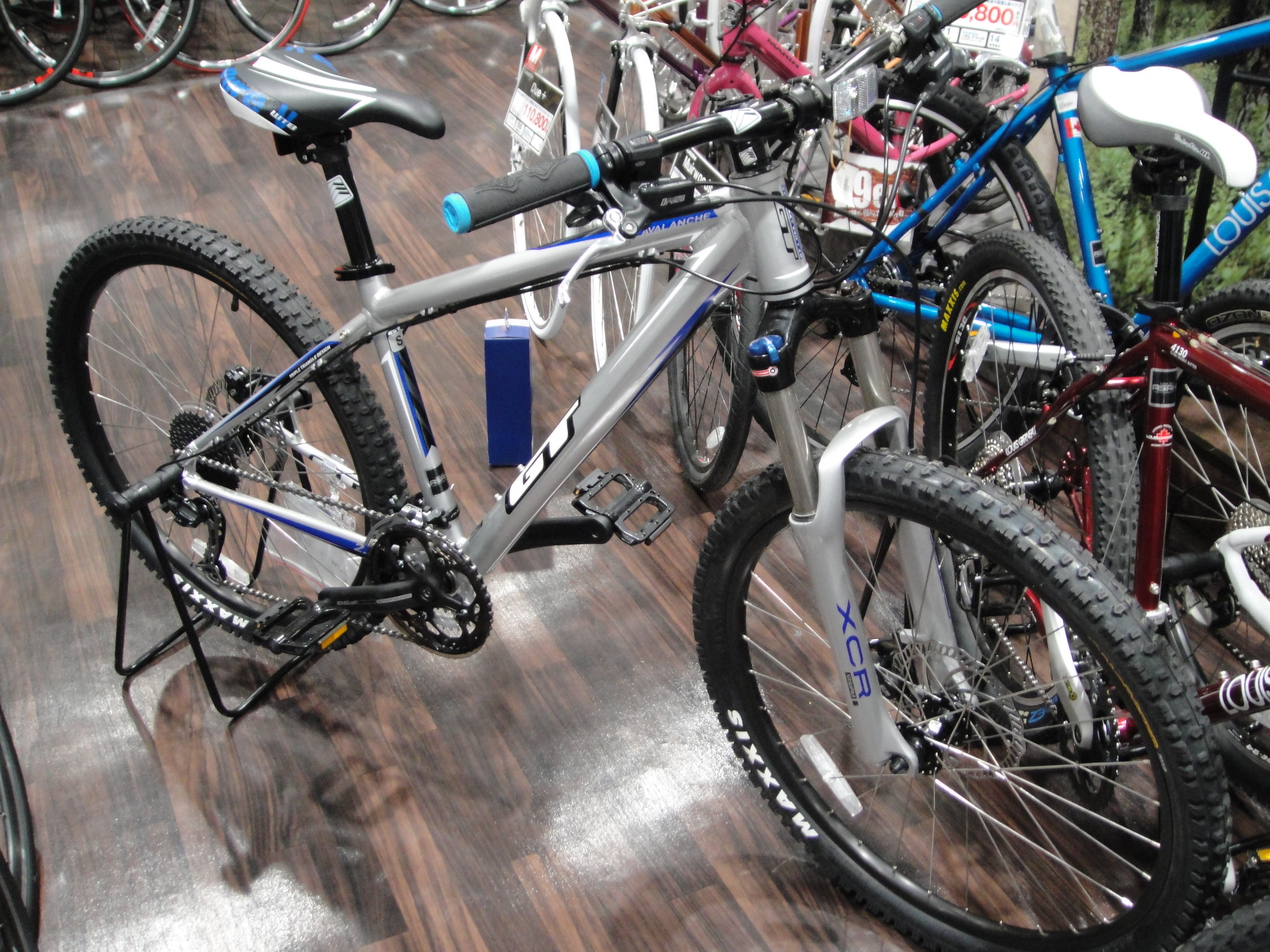
2011 Avalanche 2.0
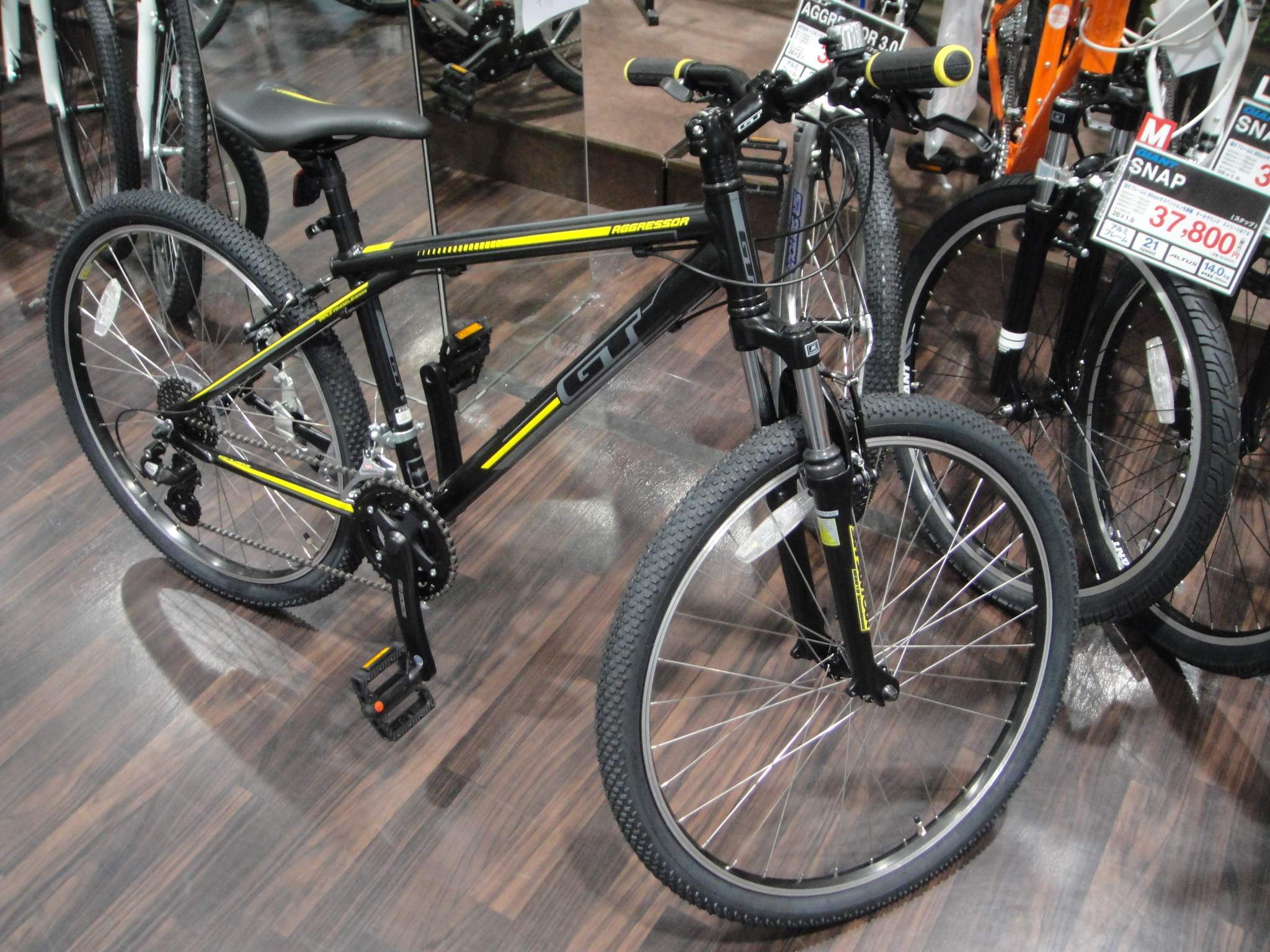
2012 Aggressor 2.0
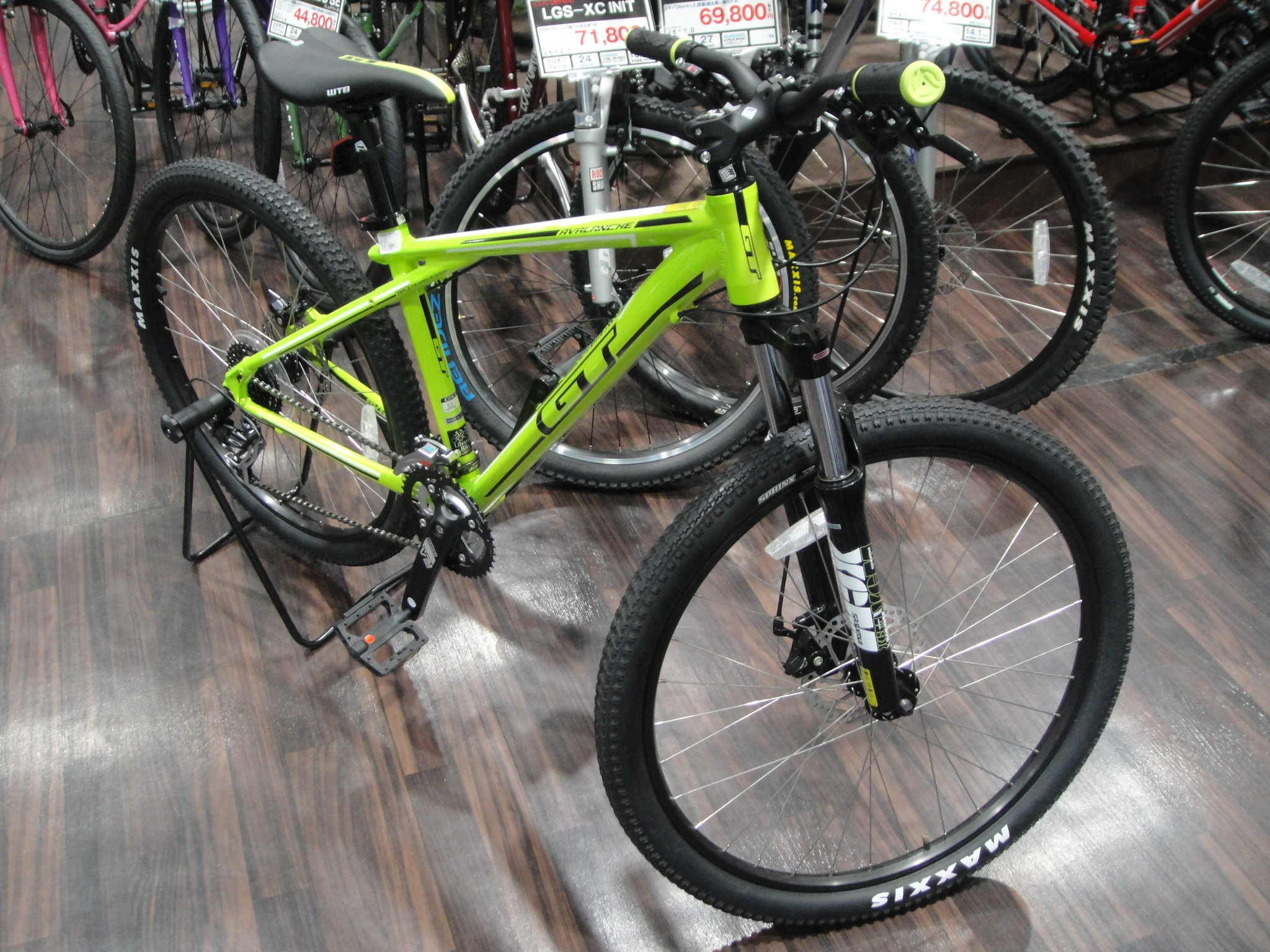
2012 Avalanche 3.0

## 倒産前の主な車種

### マウンテンバイク
| 車種            | 備考 |
| --------------- | --- |
| RTS             | 初のサスペンションフレームモデル。最上級モデルは前後ともアルミフレームだが、廉価版は前三角がクロモリチューブになっている。                                                                 |
| LTS             | RTSの後継機種。 |
| XIZANG LE       | チタンチューブを使用したレース用最軽量モデル。 |
| ZASKAR LE       | 6061T6アルミチューブを使用したリジッドフレームのクロスカントリーレース用フラッグシップモデル。「ボールバーニッシュ」と呼ばれる表面処理が特徴。後にカラーアノダイズド加工のモデルも登場した |
| *TEAM AVALANCHE | トゥルーテンパー・ダブルバテッドクロモリチューブを使用したスチールフレームの最上位モデル。クロスカントリー向け。                                                                           |
| PSYCLONE        | トゥルーテンパー・ダブルバテッドクロモリチューブを使用したフレーム単体販売の上位モデル。                                                                                                   |
| RICHTER8.0      | タンゲ・プレステージチューブを使用し、フロントにサスペンションフォークを標準装備したレース向けモデル。                                                                                     |
| AVALANCHE       | 中～上位のレース向けモデル。 初期はダブルバテッドのクロモリチューブだったがモデルチェンジにより7000系アルミチューブに変わっている。                                                        |
| KARAKORAM       | タンゲ・ダブルバテッドクロモリチューブを使用したツーリング向けの中級モデル |
| TEQUESTA        | クロモリチューブを使用した比較的安価なモデル。 |

### ロードバイク
| 車種      | 備考 |
| --------- | --- |
| Edge      | フレーム販売。 アルミ、チタン、クロモリのラインナップがあった。 |
| FURY      | 偏平エアロチューブを多用したエアロロードモデル。後にDHバイクの名となった。 |
| ATTACK    | 6000系アルミフレームのミドルレーシングモデル。トリプルトライアングルフレーム採用。 |
| FORCE     | 7000系アルミフレームにシマノRSXを組み合わせたエントリークラスロード。カジュアルロードと位置づけられている。こちらも後にMTBのモデル名として復活している。                                                                                    |
| VENGEANCE | フレーム販売。 トライアスロン向けエアロフレーム。 |
| RAVE      | クロモリフレームのツーリング向けモデル。 |
| ZR        | 1999年発表。ZRはZASKAR ROADの略。その名の通りトリプルトライアングルフレーム採用のレーシングフレームのロードバイク版。2000年代始めにはベルギーのLotto Adeccoに機材供給され、ツールドフランス等にも出ていた。上位グレードはアメリカ本国生産。 |

### クロスバイク
| 車種    | 備考                                                                     |
| ------- | ------------------------------------------------------------------------ |
| TACHYON | クロモリフレームにドロップハンドルを採用したツーリング向けのクロスバイク |
| VIRAGE  | アルミフレームにフラットハンドルを採用したクロスバイク。                 |

### BMX
| 車種         | 備考                                        |
| ------------ | ------------------------------------------- |
| PRO SERIES   | ダートレース用高級BMX                       |
| MACH ONE     | ダート用普及価格帯BMX                       |
| DYNO SLAMMER | DYNOブランドで出していたフリースタイル用BMX |

## 日本国内の現行車種（2016年度）

### マウンテンバイク
| 車種       | 備考                                                         |
| ---------- | ------------------------------------------------------------ |
| FURY       | ダウンヒルバイク 現行モデルは27.5インチ                      |
| SANCTION   | エンデューロモデル                                           |
| SENSOR     |                                                              |
| VERB       | i-Drive搭載のエントリーフルサスペンションモデル              |
| HERION     |                                                              |
| ZASKAR     | XCレーサーモデル                                             |
| AVALANCHE  | トレイル向けエントリーグレード                               |
| TIMBERLINE | トレイル向け29インチモデル                                   |
| AGGRESSOR  | エントリーグレード                                           |
| PALOMAR    | 安価なハイテンスチールフレームの街乗り向けエントリーグレード |

### ロードバイク
| 車種  | 備考                                                       |
| ----- | ---------------------------------------------------------- |
| GTS   | GTRシリーズの後継モデル                                    |
| GRADE | グラベルロードモデル。カーボンフレームもラインナップされる |

### BMX
| 車種         | 備考                                                     |
| ------------ | -------------------------------------------------------- |
| SPEED SERIES | レース向けモデル。カーボンフレームもラインナップされる。 |
| PRO SERIES   |                                                          |
| PERFORMER 20 |                                                          |
| SLAMMER      |                                                          |
| AIR          |                                                          |

### クロスバイク
| 車種    | 備考                                                           |
| ------- | -------------------------------------------------------------- |
| TRAFFIC |                                                                |
| TRANSEO | 快適性重視モデル。以前まではスピード重視のTRANSEO XRがあった。 |